# Gracia de Triana
Pour les articles homonymes, voir Triana.
Gracia de Triana était une chanteuse de flamenco espagnole, née le 26 janvier 1919 à Séville et décédée le 13 janvier 1989 à Madrid.

## Biographie
Gracia Jiménez Zayas naît le 26 janvier 1919, dans le quartier de Triana, adoptant son nom d'artiste du quartier où elle est née.
Excellente chanteuse, elle connait un succès retentissant dans les années 1940 et apparait dans plusieurs films.
Elle se rend en Amérique, appelée par le septième art en 1947, devenant même, depuis sa résidence à Buenos Aires, la voix féminine la plus puissante de l'histoire de Triana. En 1954, elle revient en Espagne pour réaliser des films et diriger des spectacles, jusqu'à sa retraite où elle tombe dans l'indifférence en raison de son orientation sexuelle, étant en couple avec Pastora Quintero.
Elle meurt à Madrid le 13 janvier 1989 d'une crise cardiaque.

## Discographie
Singles
- Qué buena soy
- La hija de don Juan Alba
- La muerte de Manolete
- Guitarra, no llores
- La hija de la Giralda
- Rincón de España
- Los aceituneros

## Filmographie
- 1955: La cruz de mayo, Coral Torres García
- 1945: Castañuela, Castañuela.
- 1943: Ídolos, Gracita, Cantaora
- 1942: Malvaloca, Cantaora
- 1941: Flor de espino, (court métrage)
- 1941: Pregones del Albaicín, (court métrage)
- 1941: Escuadrilla, Gitana[5]